# Chicontepec
Chicontepec est le nom d'un bassin producteur d'hydrocarbures, situé au Mexique, dans les États de Veracruz et Puebla. Son nom provient de la municipalité de Chicontepec, dans l'État de Veracruz. Il porte aussi au Mexique le nom de "Paleocanal Chicontepec". Ce bassin couvre une superficie de 3800 km2.

## Géographie
Situé essentiellement dans la partie nord de l'État de Veracruz, débordant légèrement dans celui de Puebla, ce bassin couvre une superficie de 3800 km2. Il est inscrit entre les bassins versants des fleuves río Tecolutla au sud et río Tuxpan au nord, et comprend du nord au sud, dans l'État de Veracruz, les municipalités d'Ixcatepec, Chicontepec, Tepetzintla, Álamo Temapache, Castillo de Teayo, Tihuatlán, Coatzintla et Papantla, et dans l'État de Puebla, celles de Francisco Z. Mena et Venustiano Carranza.

## Géologie
Le gisement de Chicontepec comprend des formations géologiques datant des ères paléocène et éocène, constituées de schistes et de grès.

## Histoire
Les premiers gisements de cette zone ont été reconnus des 1926, la production n'a jamais été significative et les ressources totales sont considérables, estimées à 33 milliards de barils équivalents pétrole. En 1973, un autre gisement est découvert, mais comprenant un pétrole trop lourd pour être exploité avec les moyens de l'époque.
De 1952 à 2002, 951 puits ont été forés, dont 102 étaient toujours en exploitation au début des années 2000. La production atteignait alors 6800 barils par jour.
En 2012, cette production est tombée à 200 barils par jour, suscitant des questions sur le devenir de l'exploitation.

## Production
Les gisements de la zone ne sont pas comptés dans les réserves de la Pemex. Si le pétrole extra-lourd représente la grande majorité des réserves, il existe localement du pétrole plus léger, et du gaz naturel.
La raison est que le pétrole de cette région est extrêmement difficile à exploiter : il est majoritairement très visqueux, à la limite du pétrole conventionnel, de plus les réservoirs sont peu perméables et très partitionnés. La Pemex estime que pour exploiter pleinement le bassin (et en sortir un million de barils par jour) plus de 20 000 puits sont nécessaires, soit plus de double du nombre total de puits actuellement en production dans le pays.
Aux difficultés techniques de l'exploitation de Chicontepec s'ajoutent des difficultés politiques : les zones surplombant les réserves sont très habitées, y compris par des Amérindiens.
Malgré ces multiples défis, exploiter le gisement de Chicontepec est un enjeu vital pour la Pemex, qui doit faire face à des déclins rapides dans d'autres gisements, principalement Cantarell.

## Perspectives
En 2012, la revue Petroquimex, spécialiste du domaine de l'énergie, mettait en exergue des problèmes structurels quant au projet de Chicontepec et à sa gestion par la société Pemex. Elle soulignait le faible rendement des puits de pétrole confronté au volume des investissements financiers. Elle questionnait aussi la société Pemex et les autorités étatiques face à ce qu'elle estime être un défaut d'encadrement scientifique dans les activités de prospection, dans un contexte géologique complexe réclamant la présence de chercheurs qualifiés et reconnus pour les formations géologiques de la région.